# برتراند (میزوری)
برتراند (به انگلیسی: Bertrand) یک شهر در ایالات متحده آمریکا است که در شهرستان می‌سی‌سی‌پی، میزوری واقع شده‌است. برتراند ۲٫۰۲ کیلومتر مربع مساحت و ۸۲۱ نفر جمعیت دارد و ۹۸ متر بالاتر از سطح دریا قرار دارد.